# Hitoshi Imamura

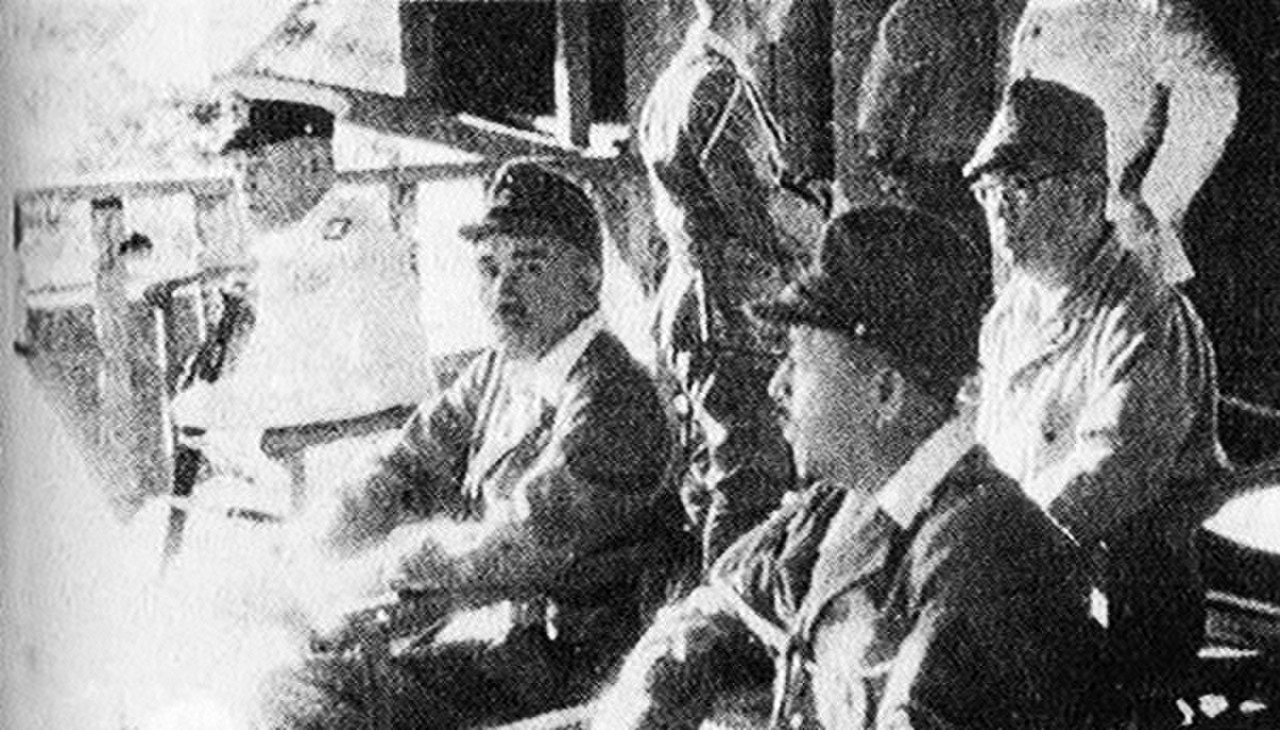
Generaal Hitoshi Imamura (rechts), Vice-Admiraal Kusaka (in het midden) en in het wit Admiraal Yamamoto overleggen in april 1943 in Rabaul.

Hitoshi Imamura (Japans: 今村均, Imamura Hitoshi) (Sendai, 28 juni 1886 - 4 oktober 1968) was een Japans militair. Hij bracht het tot generaal en commandeerde de 5e Divisie, het 23e Leger, het 16e Leger en de 8e Legergroep. Hitoshi Imamura vocht in de Tweede Chinees-Japanse Oorlog, tegen Nederland en de geallieerden in Nederlands-Indië en Nieuw-Guinea en op de Salomonseilanden.
De zoon van een rechter koos voor een militaire loopbaan in de Japanse landmacht. Hij verliet in 1907 als luitenant de militaire academie (陸軍士官学校, Rikugun Shikan Gakkō) en trad in 1915 als kapitein toe tot de Generale Staf (参謀本部, Sanbō Honbu). Hij werd in 1918 militair attaché in Londen en in 1927 militair attaché in Brits-Indië.
Na 1930 was hij als kolonel verbonden aan het hoofdkwartier in Tokio.
In 1932 werd hij ingezet aan het front in China. In 1935 werd hij generaal-majoor en plaatsvervangend Chef-Staf van het Kanto-leger in Mantsjoerije. In 1936 werd hij commandant van de Legerschool.
In 1938 werd luitenant-generaal Imamura bevelhebber van de 5e divisie aan het Chinese front. In 1940 werd hij inspecteur-generaal van de Militaire Training, een van de invloedrijkste posities in het Japanse Keizerlijk leger. In deze functie bereidde hij de aanvallen op Nederlands-Indië, het Britse Rijk en de Verenigde Staten voor. Daarna kreeg hij het commando van het 23e Leger.
In november 1941, kort voor de aanval op Pearl Harbor werd luitenant-generaal Imamura commandant van het 16e leger dat de opdracht had Nederlands-Indië en de voor Japan onmisbare oliebronnen op Borneo te veroveren. Zijn transportschip de Ryujo-maru werd in de Straat van Soenda getorpedeerd maar hij kon zijn leven redden door naar een eiland te zwemmen.
In 1942 nam hij het gezag van de Gouverneur-Generaal van Nederlands-Indië over. Zijn hoofdkwartier was niet in Batavia maar in Rabaul op het eiland Nieuw-Brittannië voor de kust van Nieuw-Guinea. Zijn "ongewoon milde" behandeling van de Indonesiërs wekte wrevel in Tokio en bij zijn eigen staf maar het maakte het de Japanners gemakkelijk om het grote eilandenrijk te besturen.
In 1943 werd Hitoshi Imamura bevorderd tot generaal. Met vice-admiraal Jinichi Kusaka gaf hij zich en de Japanse strijdkrachten in september 1945 in Rabaul over aan de Australiërs.
Zijn troepen hadden zich schuldig gemaakt aan oorlogsmisdaden zoals de executie van geallieerde krijgsgevangenen. Hij moest voor een Australisch militair tribunaal terechtstaan en werd tot tien jaar gevangenisstraf veroordeeld. Hij werd in 1954 uit de Sugamo-gevangenis, in Tokio,vrijgelaten.
Hij beschouwde zijn gevangenisstraf echter als te licht en liet daarom een exacte replica van zijn cel in zijn tuin bouwen, waar hij tot aan zijn dood in 1968 verbleef.
Het zwaard van Imamura bevindt zich in de vaste tentoonstelling te Bronbeek.

## Militaire loopbaan
- Tweede luitenant (少尉 Shōi), Japanse Keizerlijke Leger: 26 december 1907
- Eerste luitenant (中尉 Chūi), Japanse Keizerlijke Leger: november 1910
- Kapitein (大尉 Taii), Japanse Keizerlijke Leger: april 1917
- Majoor (少佐 Shōsa), Japanse Keizerlijke Leger: augustus 1922
- Luitenant-kolonel (中佐 Chūsa), Japanse Keizerlijke Leger: augustus 1926[5]
- Kolonel (大佐 Taisa), Japanse Keizerlijke Leger: 1 augustus 1930[5]
- Generaal-majoor (少将 Shōshō), Japanse Keizerlijke Leger: 15 maart 1935[5]
- Luitenant-generaal (中将 Chūjō), Japanse Keizerlijke Leger: maart 1938[5]
- Generaal (大将 Taishō), Japanse Keizerlijke Leger: 1 mei 1943[5]

## Decoratie
- Commandeur in de Orde van de Rijzende Zon[6]
- Badge voor Afgestudeerden van Leger Staf College[6]
- Groot Oostelijke-Aziatische Oorlogsmedaille[6]
- Commandanten insigne[6]
- 1937 China Incident medaille[6]